# Маркос Таварес
Маркос Таварес (порт. Marcos Tavares, нар. 30 березня 1984, Порту-Алегрі) — бразильський футболіст, нападник клубу «Марибор». Має також словенське громадянство.
Більшу частину кар'єри провів у Словенії і є найкращим бомбардиром в історії чемпіонатів країни і найкращим бомбардиром в історії «Марибора». 

## Клубна кар'єра

### Початок кар'єри
Таварес народився в Порту-Алегрі та провів своє дитинство у міських нетрях разом з батьком, працівником футбольного клубу «Інтернасьйонал», та його матір'ю, вчителем. Він був наймолодшим серед трьох дітей, і впродовж дитинства сім'я жила в бідності, ділившись однією спальнею, де всі п'ять членів сім'ї спали в одній кімнаті та на підлозі. Таварес розпочав грати в футбол, щоб допомогти своїй родині, і, провівши кілька років у молодіжній команді «Інтернасьйонала», він у віці 13 років прийняв фінансову пропозицію «Греміо», оскільки хотів надати фінансові кошти для свого батька для будівництва більшого будинку. Проте оскільки «Інтернасьйонал» і «Греміо» — жорсткі суперники з одного міста, його батько досить скоро виявився безробітним. Тим не менш заграти у жодному з цих клубів Маркос не зумів. Таварес стверджував, що він не зміг вибрати між професійним та особистим життям під час підліткового віку, і що його надмірна участь у вечірках, споживання алкоголю та загальний недолік дисципліни сприяли нездатності досягти успіху в Бразилії.
У 2002 році відправився до Малайзії для реалізації свого таланту. У сезоні 2002/03 він грав за команду «Кедах», забивши 11 голів у чемпіонаті. Після закінчення сезону повернувся до Бразилії, в «Атлетіко Паранаенсе». Провівши рік в Бразилії, знову вирішив повернутися в «Кедах», у складі якого виграв чемпіонат Малайзії, забивши того сезону 12 голів.
У Малайзії його помітив Ассіс, який влаштував його в «Греміо», а потім у «Порту-Алегрі». Тут він зіграв кілька матчів, але через високу конкуренцію практично не потрапляв до складу. Тому гравець вирішив спробувати свої сили в Європі. Ассіс допоміг йому влаштуватися в кіпрський АПОЕЛ. Після прибуття, гравець регулярно забивав у кубку Кіпру, який його команда виграла, але в чемпіонаті зіграв лише 4 матчі, жодного разу не забивши. У січні 2008 покинув клуб.

### «Марибор»
На Кіпрі познайомився зі Златко Заховичем, в той час спортивним директором футбольного клубу «Марибор». У підсумку в січні 2008 року Таварес опинився в словенському клубі, справивши враження на Заховича. За час, що залишився до кінця чемпіонату Таварес добре зарекомендував себе серед уболівальників і клубного керівництва. У наступному сезоні Таварес став чемпіоном Словенії, найкращим бомбардиром команди і другим бомбардиром ліги з 15 м'ячами. Також був визнаний найкращим гравцем ліги в сезоні 2008/09. Наступний сезон 2009/10 був також вдалий для гравця і клубу. Він забив 10 м'ячів у 34 матчах чемпіонату, а також 5 м'ячів в 5 матчах Кубка, який команда і виграла. Через високу лояльність до клубу, добре відношення з уболівальниками і відмінну гру в жовтні 2009 року став капітаном команди.
У вересні 2010 підписав новий контракт до кінця сезону 2012/13. Сезон 2010-11 став для Тавареса зірковим: він виграв чемпіонат, став найкращим бомбардиром першості з 16 м'ячами, зробив 15 результативних передач. Також був визнаний найціннішим гравцем першості за версією гравців, за версією ЗМІ, та вболівальників клубу.
18 липня 2012 року в грі Ліги Європи проти боснійського Железничара забив свій 10-ий гол на європейській арені, ставши кращим гравцем клубу за цим показником.
У серпні 2012 року підписав новий 5-річний контракт.
20 вересня 2012 року був обраний в команду тижня (за підсумками ігор в рамках Ліги Європи) сайтом WhoScored.com після перемоги над Панатінаїкосом 3-0. У цьому матчі Таварес забив свій 13-ий м'яч на євроарені.
У грудні 2012 знову завоював приз вболівальницьких симпатій — фіолетового воїна. Нагородження відбулося 6 грудня після матчу з «Лаціо», в якому він забив свій 14-ий гол на європейській арені. У сезоні 2012/13 другий раз за три роки став найкращим бомбардиром з 17 м'ячами. 31 липня 2013 року забив своєму колишньому клубу АПОЕЛу у рамках 3-го відбіркового раунду Ліги Чемпіонів. Матч закінчився внічию 1:1, а Таварес відзначився на 64-й хвилині, забивши важливий м'яч у гостях (і свій 15-ий єврокубковий гол).
26 квітня 2014 року Таварес забив свій 117-ий гол за «Марибор» в матчі чемпіонату проти «Копера», наздогнавши Бранко Хор'яка у списку найкращих бомбардирів клубу всіх часів. 7 травня 2014 року він став єдиним рекордсменом, коли зробив дубль у матчі проти «Крки» (4:0). 26 серпня 2014 року він забив у матчі кваліфікації Ліги чемпіонів проти шотландського «Селтіка» (1:0), допомагаючи «Марибору» вийти в груповий етап вперше з 1999 року. Щоправда там словенський клуб не виграв жодного матчу, а Таварес не забив жодного голу.
22 квітня 2017 року Таварс встановив рекорд на найшвидший гол у вищому дивізіоні Словенії: він забив на восьмій секунді у матчі проти «Домжале». 16 серпня 2017 року Таварес забив 25-й гол за «Марибор» на змаганнях під егідою УЄФА у матчі проти «Хапоеля» (Беер-Шева) (1:2). 25 листопада 2017 року Таварес забив свій 130-й гол у вищому дивізіоні Словенії, наздогнавши Штефана Шкапера, найкращого на той момент бомбардира у словенській Першій лізі. 2 грудня 2017 року Маркос став одноосібним рекордсменом, забивши гол у матчі з «Горицею» (2:1). Через кілька днів, 6 грудня 2017 року, Таварес забив свій перший гол у групових етапах Ліги чемпіонів УЄФА у матчі проти іспанської «Севільї» (1:1). Наразі відіграв за команду з Марибора 303 матчі в національному чемпіонаті.

## Виступи за збірні
2000 року дебютував у складі юнацької збірної Бразилії, з якою став у 2001 році переможцем Юнацького чемпіонату Південної Америки (U-17). Всього взяв участь у 9 іграх на юнацькому рівні, відзначившись 2 забитими голами.
2002 року залучався до складу молодіжної збірної Бразилії.

## Статистика виступів

### Статистика клубних виступів
| Сезон               | Команда             | Чемпіонат           | Чемпіонат | Чемпіонат | Національний кубок | Національний кубок | Національний кубок | Континентальні кубки | Континентальні кубки | Континентальні кубки | Інші змагання | Інші змагання | Інші змагання | Усього | Усього |
| Сезон               | Команда             | Ліга                | Ігор      | Голів     | Ліга               | Ігор               | Голів              | Ліга                 | Ігор                 | Голів                | Ліга          | Ігор          | Голів         | Ігор   | Голів  |
| ------------------- | ------------------- | ------------------- | --------- | --------- | ------------------ | ------------------ | ------------------ | -------------------- | -------------------- | -------------------- | ------------- | ------------- | ------------- | ------ | ------ |
| 2007–08             | АПОЕЛ               | ЧК                  | 5         | 0         | КК                 | 4                  | 4                  | ЛЧ                   | 2                    | 0                    | СК            | 1             | 0             | 12     | 4      |
| 2007–08             | «Марибор»           | 1Л                  | 12        | 4         | КС                 | 2                  | 0                  | -                    | -                    | -                    | -             | -             | -             | 14     | 4      |
| 2008–09             | «Марибор»           | 1Л                  | 35        | 15        | КС                 | 4                  | 5                  | -                    | -                    | -                    | -             | -             | -             | 39     | 20     |
| 2009–10             | «Марибор»           | 1Л                  | 34        | 10        | КС                 | 5                  | 5                  | ЛЧ+ЛЄ                | 4+2                  | 3+0                  | СС            | 1             | 0             | 46     | 18     |
| 2010–11             | «Марибор»           | 1Л                  | 33        | 16        | КС                 | 6                  | 1                  | ЛЄ                   | 6                    | 4                    | СС            | 1             | 0             | 46     | 21     |
| 2011–12             | «Марибор»           | 1Л                  | 31        | 10        | КС                 | 6                  | 1                  | ЛЧ+ЛЄ                | 4+7                  | 2+0                  | СС            | 1             | 0             | 49     | 13     |
| 2012–13             | «Марибор»           | 1Л                  | 29        | 17        | КС                 | 6                  | 4                  | ЛЧ+ЛЄ                | 6+6                  | 3+2                  | СС            | 1             | 0             | 48     | 26     |
| 2013–14             | «Марибор»           | 1Л                  | 34        | 13        | КС                 | 5                  | 0                  | ЛЧ+ЛЄ                | 6+6                  | 1+2                  | СС            | 1             | 1             | 52     | 17     |
| 2014–15             | «Марибор»           | 1Л                  | 34        | 17        | КС                 | 3                  | 1                  | ЛЧ                   | 12                   | 1                    | СС            | 0             | 0             | 49     | 19     |
| 2015–16             | «Марибор»           | 1Л                  | 33        | 12        | КС                 | 4                  | 1                  | ЛЧ                   | 2                    | 0                    | СС            | 1             | 0             | 40     | 13     |
| 2016–17             | «Марибор»           | 1Л                  | 33        | 9         | КС                 | 5                  | 0                  | ЛЄ                   | 6                    | 3                    | -             | -             | -             | 44     | 12     |
| 2017–18             | «Марибор»           | 1Л                  | 7         | 2         | КС                 | 1                  | 0                  | ЛЧ                   | 8                    | 4                    | -             | -             | -             | 16     | 6      |
| Усього за «Марибор» | Усього за «Марибор» | Усього за «Марибор» | 315       | 125       |                    | 47                 | 18                 |                      | 75                   | 25                   |               | 6             | 1             | 443    | 169    |
| Усього за кар'єру   | Усього за кар'єру   | Усього за кар'єру   | 320       | 125       |                    | 51                 | 22                 |                      | 77                   | 25                   |               | 7             | 1             | 455    | 173    |

## Титули і досягнення
«Кедах»
- Чемпіон Малайзії (1): 2005/06

АПОЕЛ
- Кубок Кіпру (1): 2007/08

«Марибор»
- Чемпіон Словенії (9): 2008/09, 2010/11, 2011/12, 2012/13, 2013/14, 2014/15, 2016/17, 2018/19, 2021/22
- Володар Кубка Словенії (4): 2009/10, 2011/12, 2012/13, 2015/16
- Суперкубок Словенії (4): 2009, 2012, 2013, 2014

Бразилія
- Юнацький чемпіонат Південної Америки (U-17): 2001

### Індивідуальні
- Найкращий бомбардир чемпіонату Словенії (3): 2010/11, 2012/13, 2013/14
- Найкращий гравець чемпіонату Словенії (2): 2008/09, 2010/11
- У символічній збірній чемпіонату Словенії (4): 2008/09, 2010/11, 2012/13, 2014/15
- Найкращий гравець року у «Мариборі» (5): 2011, 2012, 2013, 2014, 2015
- Slovenian Guest Star Award (1): 2008[33]
- Найкращий бомбардир в історії чемпіонатів Словенії.
- Найкращий бомбардир в історії «Марибора».

## Особисте життя
Він познайомився зі своєю дружиною Летицією, коли йому було 18 років через свого спільного друга, пара має чотирьох спільних дітей. Таварес також вважає першу дитину Летиції як свою власну, однак, хоча вона відвідує Словенію, здебільшого живе в Бразилії зі своїм біологічним батьком. Таварес говорить трьома мовами: португальською, словенською та англійською. У Мариборі він і його дружина заснували гуманітарну та релігійну громаду Каїро, яка відповідає за допомогу людям, які її потребують.
16 вересня 2013 року отримав словенське громадянство.